# Панотець Федір
Панотець Федір Іванович Востриков (рос. отец Федор Иванович Востриков) — персонаж роману Ільфа і Петрова «Дванадцять стільців» (1928), священник церкви Фрола і Лавра в повітовому місті N. Бажання знайти скарби змушує героя мандрувати містами і протистояти підступам конкурентів. Образ персонажа та його роль у романі були неоднозначно сприйняті критиками і послужили приводом для літературної полеміки.

## Історія персонажа
Перша версія роману «Дванадцять стільців», опублікована в журналі «Тридцять днів» у 1928 році відрізнялася від його наступних редакцій. Готуючи книжкове видання твору, Ільф і Петров внесли серйозні корективи до тексту, переробили окремі глави та епізоди. За словами літературного критика Бориса Галанова, письменники позбавилися від численних дрібних, фрагментарних, дріб'язкових подробиць, що були в початковому варіанті, і одночасно наситили книгу по-справжньому яскравими деталями. Виправлення торкнулися і одного з найпомітніших персонажів роману — панотця Федора Вострикова. Якщо в «Тридцять днів» конкурент Остапа Бендера та Киси Вороб'янінова виглядав «чисто водевільним» героєм, який ніби зійшов зі сторінок ранніх комічних мініатюр Ільфа і Петрова, то в більш пізніх редакціях автори додали йому «нових барв».
Згідно з першою версією, підприємницький запал панотця Федора не обмежувався розведенням кроликів і створенням «мармурового прального мила»; в перелік проектів Вострикова зі швидкого збагачення входила також собака Нерка, яку він купив «за 40 карбованців на Міуському ринку». Вона повинна була приносити регулярний елітний приплід від нареченого-медаліста, однак на шляху до майбутнього багатства встав «одноокий, відомий всій вулиці своєю порочністю пес Марсик».
Літературознавець Бенедикт Сарнов, який вивчав історію роману, зазначив, що молоді автори «з веселими пустощами пародіювали все, що потрапляло в поле їх зору». Початок їх роботи над твором збігся з виходом книги «Листи Федора Достоєвського до дружини» (1926). Порівнюючи тексти листів російського літератора і персонажа «Дванадцяти стільців», Сарнов звернув увагу на низку майже дослівних збігів, включаючи підписи: «Твій вічний чоловік Федя Достоєвський» — «Твій вічний чоловік Федя»:
|  |  | Друга пригода в тому, що я купив парасольку… Поставив в куточок парасольку і вийшов, забувши про неї. Через півгодини схаменувся, йду і не знаходжу: забрали Понеділок, завтра закриті крамниці, якщо і завтра дощ, То що зі мною буде. Пішов і купив, і здається, Цей паскудний, шовковий, за 14 марок (на нашу до 6 руб.). З листа Ф. М. Достоєвського до дружини |  | Так! Спочатку забув розповісти тобі про Дивний випадок, що стався зі мною сьогодні. Милуючись тихим Доном, стояв я біля мосту. Тут Піднявся вітер і забрав в річку картузик брата твого Булочника. Довелося піти на нові витрати: купив Англійський кепі за 2 крб. 50 к. З листа панотця Федора до Катерини Олександрівни |  |

## Рецензії та полеміка
В одній з перших значних рецензій на роман, що з'явилася в «Літературній газеті» влітку 1929 року, йшлося про те, що Ільфу та Петрову вдалося поєднати в своєму творі іронію, такт і насмішку. Автор публікації Анатолій Тарасенков відгукнувся про «Дванадцять стільців» у цілому схвально і рекомендував їх для подальших видань. Єдине, що здалося критику зайвим, — це сюжетна лінія, пов'язана з панотцем Федором: вона, на думку Тарасенкова, була «чисто штучно приліплена до основного сюжету роману і зроблена слабко».
Як зауважив літературознавець Яків Лур'є, панотцю Федору більше, ніж будь-якому з інших персонажів роману, дісталося від критиків. Того ж 1929 року рецензент журналу «Октябрь» писав, що епізод із глави «Під хмарами», в якій священник, забравшись на прямовисну скелю, почав втрачати розум, «розрахований на голий сміх» і включений до твору виключно «для більшої втіхи».
Дискусія навколо цього персонажа продовжилася і через десятиліття. Якщо Бенедикт Сарнов вважав, що «імітація стилю класика, присутня в листах панотця Федора дружині Катерині Олександрівні, є виправданою, особливо з урахуванням того, що Федір Михайлович і сам інколи вдавався до такого ж пародіювання чужих текстів», то літературознавець Людмила Сараскіна у відповідь назвала Ільфа і Петрова «новими растіньяками», які «завдали удару по вершинним точкам Достоєвського».

## Характер і доля
Панотцю Федору не пощастило не лише з критиками — його романна доля також виявилася «не лише комічною, але й трагічною». Жоден з придуманих ним способів збагачення не обернувся успіхом, зокрема і гонитва за скарбами Клавдії Іванівни Пєтухової. Спочатку невдалий «мисливець за діамантами» став жертвою маніпуляцій завідувача архівом Варфоломія Коробейникова; потім, тримаючи в руках ордер на гарнітур генеральші Попової, Востриков в пошуках марних меблів поневірявся країною; придбавши, нарешті, стільці і не виявивши в них скарбу, він залишився в повній самоті «за п'ять тисяч кілометрів від дому з двадцятьма карбованцями в кишені».
Діапазон думок про панотця Федора досить великий. Борис Галанов побачив персонаж «стяжателя», яким Востриков залишався «на всіх етапах своєї духовної та громадянської кар'єри». З ним згодна літературознавець Ванда Супа (пол. Wanda Supa), яка вважає, що образ цього персонажа несе в собі риси користолюбних мольєрівських героїв. До числа захисників Вострикова належить також і Яків Лур'є — на його думку, панотець Федір «наївний і добродушний», а його трагічна доля на кшталт історії Паніковського з роману «Золоте теля» — героїв об'єднує не лише сумний фінал, але й «тема бунту маленької людини», яка веде знову-таки до Достоєвського.

## Маршрут героя

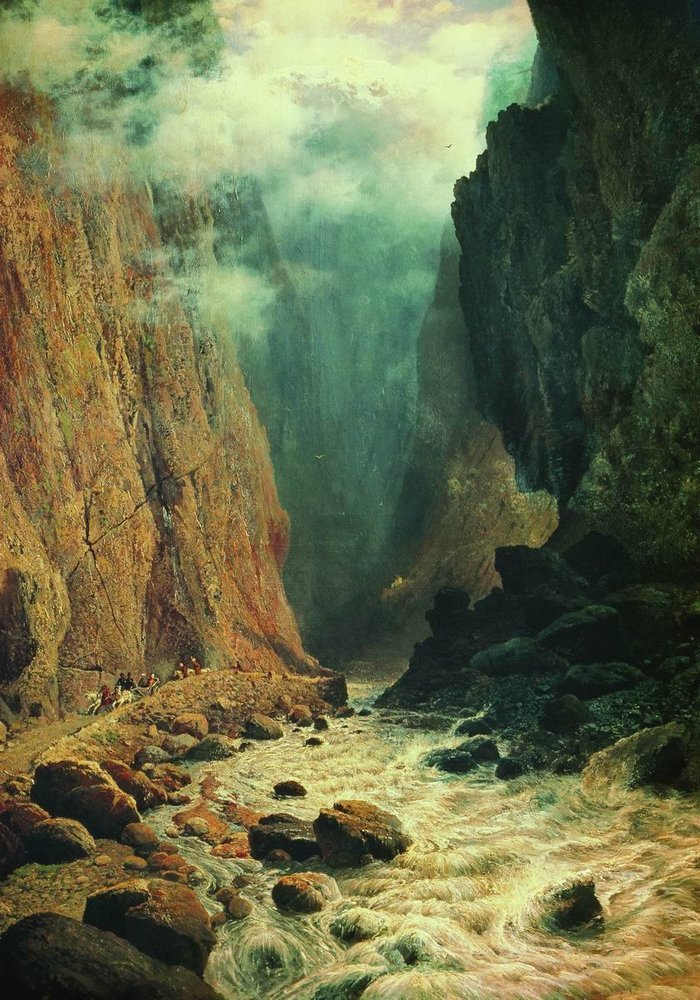
Дар'яльська ущелина — кінцева точка маршруту панотця Федора. Художник Руфін Судковський

Дочка Іллі Ільфа — Олександра Іллівна — в статті «Муза далеких мандрівок» простежує маршрути «мисливців за діамантами», відзначаючи, що в окремих точках вони у конкурентів збігаються, потім розходяться і повністю суміщаються ближче до завершення роману. Маршрут панотця Федора містить не менше десяти ключових точок: повітове містечко N → Старгород → Харків → Ростов-на-Дону → Баку → Зелений Мис → Махінджаурі → Батумі → Тифліс → Хрестовий перевал → Дар'яльська ущелина.
Про свої подорожні враження герой розповідає у листах, в кожному з яких є незмінна тема: «Брунса тут уже немає». У листі, відправленому з Харкова, Востриков просить дружину позичити в зятя 50 карбованців і вислати їх до Ростова. З донських берегів панотець Федір сповіщає Катерину Олександрівну про «жахливу дорожнечу» і пропонує їй готуватися до нових витрат: цього разу потрібно продати «діагоналевий студентський мундир». Про Баку мандрівник розповідає, як про велике місто, яке «мальовничо омивається Каспійським морем», і тут же додає, що дістатися до Брунса, що живе тепер на Зеленому Мисі, не може через відсутність грошей: «Вийшли 20 сюди телеграфом». Потім листи змінюються телеграмами: отець Федір терміново просить паніматку продати що завгодно і відправити 230 карбованців на придбання «знайденого товару»; та, в свою чергу, відгукується відчайдушною депешею: «Продала все і залишилася без жодної копійки… Катя».
|  | За законом жанру, подорож може закінчитися щасливо. Подорож може закінчитися і повним фіаско. Мотив втрати скарбів так само традиційний, як і гонитва за скарбами. У нашому випадку подорож закінчується трагічно... Навряд чи панотець Федір покине стіни психіатричної лікарні. |

## Кіновтілення
У різні роки роль панотця Федора виконували Рем Лебедєв, Михайло Пуговкін, Ролан Биков, Дом Делуїз та інші актори. Серед численних екранізацій роману літератор Борис Рогінський окремо виділив кіноверсію Леоніда Гайдая, в якій інтер'єр житла Вострикових нагадує оздоблення музею Федора Достоєвського: панотець Федір у трактуванні Пуговкіна — аж ніяк не негідник. Його герой, потрапивши в ситуацію спокуси, не може не скористатися випадком, який підвернувся; він щиро вірить, що скарби мадам Пєтухової тепер нікому не належать і знайти їх зможе той, хто виявиться спритнішим та моторнішим. Однак шлях до діамантів виявляється настільки тернистим, що персонаж Пуговкіна не в змозі довго зберігати початкову благодушність — він «спочатку ніби розігрівається, потім плавиться, доходить до червоного розжарення, поки не вибухає і не гине під страшним пресом втраченої надії».

## Пам'ятник панотцю Федору
У 2001 році в Харкові вставлено пам'ятник Федору Вострикову. Романний персонаж зовні схожий на виконавця ролі отця Федора у гайдаївській картині Михайла Пуговкіна — це мандрівник, який тримає в руках чайник і лист Катерині Олександрівні. Напис, викарбуваний на постаменті, являє собою фрагмент епістолярної розповіді героя про чергову точку в його довгому маршруті: «Харків — місто галасливе, центр Української республіки. Після провінції здається, начебто за кордон потрапив».